# Challenger de Oeiras II 2022
El torneo Open de Oeiras II 2022 fue un torneo de tenis perteneció al ATP Challenger Tour 2022 en la categoría Challenger 80. Se trató de la 6ª edición; el torneo tuvo lugar en la ciudad de Oeiras (Portugal), desde el 4 hasta el 10 de abril de 2022 sobre pista de tierra batida al aire libre.

## Jugadores participantes del cuadro de individuales
| Favorito | País                       | Jugador               | Rank1 | Posición en el torneo |
| -------- | -------------------------- | --------------------- | ----- | --------------------- |
| 1        | Bandera de Brasil          | Thiago Monteiro       | 116   | Primera ronda         |
| 2        | Bandera de República Checa | Zdeněk Kolář          | 137   | Semifinales           |
| 3        | Bandera de Portugal        | Nuno Borges           | 150   | Segunda ronda         |
| 4        | Bandera de Australia       | Christopher O'Connell | 153   | Cuartos de final      |
| 5        | Bandera de Italia          | Alessandro Giannessi  | 174   | FINAL                 |
| 6        | Bandera de Kazajistán      | Dmitry Popko          | 175   | Segunda ronda         |
| 7        | Bandera de Eslovaquia      | Jozef Kovalík         | 184   | Semifinales           |
| 8        | Bandera de Bulgaria        | Dimitar Kuzmanov      | 191   | Cuartos de final      |

- 1 Se ha tomado en cuenta el ranking del 21 de marzo de 2022.

### Otros participantes
Los siguientes jugadores recibieron una invitación (wild card), por lo tanto ingresan directamente al cuadro principal (WC):
- Pedro Araújo
- Tiago Cação
- João Domingues

Los siguientes jugadores ingresan al cuadro principal tras disputar el cuadro clasificatorio (Q):
- Lucas Gerch
- Oscar José Gutiérrez
- Ergi Kırkın
- Alexandar Lazarov
- Fábián Marozsán
- Alex Rybakov

## Campeones

### Individual Masculino
- Gastão Elias derrotó en la final a  Alessandro Giannessi, 7–6(4), 6–1

### Dobles Masculino
- Nuno Borges /  Francisco Cabral derrotaron en la final a  Zdeněk Kolář /  Adam Pavlásek, 6–4, 6–0